# Las dos caras de la justicia
Las dos caras de la justicia (en francés: Je verrai toujours vos visages, en inglés: All Your Faces) es una película dramática francesa de 2023 escrita y dirigida por Jeanne Herry.

## Argumento
La película aborda la práctica de la justicia restaurativa, que se introdujo en el sistema de justicia penal francés en 2014. La justicia restaurativa ofrece a las víctimas y a los autores de delitos entablar un diálogo mediado, supervisado por profesionales y voluntarios.

## Reparto
- Birane Ba como Issa
- Leïla Bekhti como Nawelle
- Dali Benssalah como Nassim
- Élodie Bouchez como Judith
- Suliane Brahim como Fanny
- Jean-Pierre Darroussin como Michel
- Adèle Exarchopoulos como Chloé Delarme
- Gilles Lellouche como Grégoire
- Miou-Miou como Sabine
- Denis Podalydès como Paul
- Fred Testot como Thomas
- Anne Benoît como Yvette
- Raphaël Quenard como Benjamin
- Sébastien Houbani como Mehdi
- Catherine Arditi como la abuela de Chloé

## Estreno
La película fue distribuida en Francia por StudioCanal el 29 de marzo de 2023.

## Recepción

### Taquillas
All Your Faces recaudó 9,0 millones de dólares en Francia. Vendió 43 031 entradas en su primer día, de las cuales 17 357 fueron proyecciones. En su primer fin de semana vendió 225 409 entradas, quedando tercera en taquilla. Al final de su recorrido en salas, la película fue visionada por un total de 1 159 933 espectadores.

### Crítica
All Your Faces recibió una calificación promedio de 4,1 sobre 5 estrellas en la web francesa AlloCiné, basada en 35 reseñas.
Éric Neuhoff de Le Figaro señalo que era una "orquesta, un diálogo fascinante entre víctimas y delincuentes".